# Andrena carlini
Andrena carlini är en biart som beskrevs av Cockerell 1901. Den ingår i släktet sandbin och familjen grävbin. Inga underarter finns listade i Catalogue of Life.

## Beskrivning
Ett stort bi för att vara ett grävbi, med övervägande svart grundfärg. Käkarnas (mandiblernas) främre del är dock rödbrun, mer påtagligt hos honan. Vingarna är halvgenomskinliga,  gulbruna hos honan, mer gulaktiga hos hanen, och mörkt brunaktiga till svarta ribbor. Pälsen är hos honan mörkbrun till svart med mellankroppens ovansida brungul. Hos hanen är pälsen övervägande brungul (ofta ljust), med undantag för mörkbruna till svarta hår i ansiktet, och tergiterna (bakkroppens segment på ovansidan) 2 (eller 3) till 5, där framkanterna har upprättstående mörkbruna till svarta hår. Pälsen är lång och riklig utom på bakkroppen, där håren är helt korta. Honan blir 11 till 14 mm lång, hanen 10 till 14 mm.

## Ekologi
Släktets medlemmar är solitära bin som bygger underjordiska larvbon. Även om de inte är samhällsbyggande, kan flera honor placera sina bon i närheten av varandra. Denna art är polylektisk, den hämtar nektar och pollen från växter ur flera familjer, som desmeknoppsväxter, amaryllisväxter, sparrisväxter, korgblommiga växter, berberisväxter, strävbladiga växter, korsblommiga växter, buxbomsväxter, kornellväxter, ljungväxter, ärtväxter, bokväxter, ripsväxter, liljeväxter, källörtsväxter, myrliljeväxter, rosväxter, videväxter, kinesträdsväxter, stenbräckeväxter och violväxter. Aktivitetsperioden varar från mars till augusti.

## Utbredning
Utbredningsområdet omfattar Nordamerika från Ontario till Nova Scotia i Kanada, och från Minnesota till New England i USA. Söderut går den till Missouri, Georgia och North Carolina.